# Мохамед Яттара
Мохамед Яттара (фр. Mohamed Yattara, нар. 28 липня 1993, Конакрі) — гвінейський футболіст, нападник клубу «Осер» та національної збірної Гвінеї.

## Клубна кар'єра
Народився 28 липня 1993 року в місті Конакрі. Вихованець футбольної школи «Ліону».
З 2010 року виступав за другу команду в аматорському чемпіонаті. На початку 2012 року Мохамед поїхав на перегляд в «Арль-Авіньйон» з Ліги 2 і після вдало проведеної товариської гри проти «Нім Олімпік», підписав контракт на півроку на правах оренди, отримавши футболку з дев'ятнадцятим номером. Перший гол він забив вже у другому матчі і відразу став основним гравцем клубу, провівши до кінця сезону 19 матчів.
Влітку Яттара повернувся в «Ліон», але майже відразу, 3 серпня 2012 року, гравець був відданий в оренду новачку Ліги 1 «Труа», з яким і дебютував в елітному дивізіоні, проте не зміг допомогти зберегти команді прописку в Лізі 1.
Влітку 2013 року Яттара знову повернувся в «Ліон», і знову майже одрузу був відданий на сезон в оренду — цього разу в «Анже» з Ліги 2. Наразі встиг відіграти за команду з Анже 12 матчів в національному чемпіонаті.

## Виступи за збірну
1 березня 2012 року Мохамед був викликаний до складу національної збірної Гвінеї, щоб зіграти проти збірної Кот-д'Івуару, але він відмовився, віддавши перевагу грі на клубному рівні. 
15 серпня 2012 року Мохамед таки дебютував за збірну в товариському матчі проти збірної Марокко, замінивши в перерві Ісмаеля Бангура. Наразі провів у формі головної команди країни 8 матчів, забивши 4 голи.